# Mey Vidal
Mey Vidal (nacida el 10 de octubre de 1984, en la ciudad de Palma Soriano, en la provincia de Santiago de Cuba) también conocida como La Cubanasa, es una cantante cubana de dancehall y reguetón Fue una de las primeras en representar el género femenino en el reguetón. Es conocida internacionalmente por los sencillos Never Gonna Give Up y Tide Is High  y por su particular forma de cantar en (espanglish) una mezcla de español e inglés. Mey vidal ha sacado otros sencillos pero no han tenido repercusión.

## Biografía
A los 5 años comienza a cantar para su familia y vecinos. Ella continúa como artista cantante de bodas, clubes de baile, coros escolares y coros de iglesias.
Mey Vidal ha hecho muchas canciones de dueto con otros artistas como CandyMan, El Médico, Daddy Yankee, Trébol Clan, Grupo Manía, Puerto Rico Power, Guanabanas, Oscar D'Leon, Qbanito, Pitbull y muchos otros.